# الحسين بن يحيى الأنصاري
الحسين بن يحيى الأنصاري زعيم سرقسطة، وقائد ثورة المدينة على حكم عبد الرحمن الداخل عدة مرات إلى أن قتله الداخل في عام 165 هـ.
ينتسب الحسين بن يحيى إلى الصحابي سعد بن عبادة فهو الحسين بن يحيى بن سعيد بن سعد بن عبادة الخزرجي الأنصاري، وجده سعيد بن سعد كان واليًا لليمن من قبل الخليفة علي بن أبي طالب.
تحالف الحسين مع سليمان الأعرابي والي برشلونة ضد حكم الداخل عام 157 هـ، وهزما جيشًا أرسله الداخل لمحاربتهما بقيادة ثعلبة بن عبيد الجذامي، وأسروا ثعلبة. ثم أرسلا إلى شارلمان ملك الفرنجة، يدعوه للتحالف معهم وبعثوا بأسيرهم ثعلبة إليه كدليل على جديتهم. بعد أن عبر شارلمان بجيشه جبال البرانس، طمع في سرقسطة، فسار إليها، واستقبله الأعرابي، إلا أن الحسين بن يحيى وأهل المدينة أبَوّ تسليم المدينة وقاوموه. ضرب شارلمان حصارًا على المدينة، لكنه لم يقدر على فتحها، فرجع إلى بلده بعد أن جاءته أنباء تمرد السكسونيين على حكمه، وأخذ الأعرابي معه أسيرًا لأنه ورّطه في ذلك الأمر. وفي طريق عودته، دبر ابني سليمان وحلفائهم من البشكنس كمينًا دمروا به مؤخرة جيش شارلمان في معركة باب الشرزي عام 161 هـ، واستطاعوا تحرير الأعرابي والفرار به، إلا أن الحسين بن يحيى ما لبث أن ترصد للأعرابي وقتله بعد ذلك بفترة قصيرة.
وفي عام 165 هـ، سار الداخل بجيشه إلى سرقسطة، فحاصرها وشدد عليها الحصار، فضاق أهلها من الحصار. ففاوض الحسين بن يحيى وهو يومئذ قائدهم، عبد الرحمن الداخل فك الحصار وأن يأخذ ابنه سعيد رهنًا. فقبل الداخل، إلا أن سعيد هرب بعد يوم واحد فقط. فعاد الحسين إلى الثورة، فحاصره جيش الداخل مجددًا، إلى أن ملّ أهل سرقسطة الحصار، وسلموا الحسين إلى الداخل فقتله.